# Зрински Тополовац
Зрински Тополовац је насељено место и средиште општине у Бјеловарско-билогорској жупанији, Република Хрватска.

## Историја
До нове територијалне организације подручје општине налазило се у саставу бивше велике општине Бјеловар.

## Становништво
На попису становништва 2011. године, општина Зрински Тополовац је имала 890 становника, од чега у самом Зринском Тополовцу 608.

### Попис2001.
По попису из 2001. године, општина Зрински Тополовац је имала 1.000 становника, распоређених у 3 насељена места, од тога је у самом Зринском Тополовцу живело 676 становника.

### Попис1991.
До нове територијалне организације, општина Зрински Тополовац се налазила у саставу бивше велике општине Бјеловар.
Национални састав општине Зрински Тополовац, по попису из 1991. године је био следећи:
| година пописа | укупно | Хрвати         | Срби      | Југословени | остали     |
| ------------- | ------ | -------------- | --------- | ----------- | ---------- |
| 1991          | 1.087  | 1.071 (98,52%) | 2 (0,18%) | 3 (0,27%)   | 11 (1,01%) |

## Попис1991.
На попису становништва 1991. године, насељено место Зрински Тополовац је имало 700 становника, следећег националног састава:
| Попис 1991.‍  | Попис 1991.‍  | Попис 1991.‍ | Попис 1991.‍ | Попис 1991.‍ |
| ------------ | ------------ | ----------- | ----------- | ----------- |
|              |              |             |             |             |
| Хрвати       | Хрвати       |             | 694         | 99,14%      |
| Југословени  | Југословени  |             | 2           | 0,28%       |
| Срби         | Срби         |             | 2           | 0,28%       |
| неопредељени | неопредељени |             | 1           | 0,14%       |
| непознато    | непознато    |             | 1           | 0,14%       |
| укупно: 700  |              |             |             |             |